# Bahrām Beyg
Bahrām Beyg (persiska: بهرام بيگ, بَيرام بِيك, بَيرَمبِی, بَهرام بِيك) är en ort i Iran.   Den ligger i provinsen Zanjan, i den nordvästra delen av landet, 300 km nordväst om huvudstaden Teheran. Bahrām Beyg ligger 1 813 meter över havet och antalet invånare är 469.
Terrängen runt Bahrām Beyg är huvudsakligen kuperad, men åt nordväst är den platt. Runt Bahrām Beyg är det ganska glesbefolkat, med 47 invånare per kvadratkilometer. Närmaste större samhälle är Armaghānkhāneh, 14,1 km sydost om Bahrām Beyg. Trakten runt Bahrām Beyg består i huvudsak av gräsmarker.